# Девета велешка дружина
Деветата велешка дружина е военна част от Македоно-одринското опълчение. Формирана е на 16 октомври 1912 година в Русе от капитан Методи Бойчев към 5-и пехотен дунавски полк. Дружината се прехвърля в София, където първоначално се настанява в казармите на 1-ви пехотен софийски полк. В Кешан командването е поето от капитан Любомир Стоянчов. Дружината е разформирана на 13 септември 1913 година.

## Команден състав
- Командир на дружината: Капитан Любомир Стоянчов
- Адютант: Офицерски кандидат Хаджипетров
- 1-ва рота: Подпоручик Иван Михайлов
- 2-ра рота: Подпоручик Стоян Тонев
- 3-та рота: Подпоручик Юрдан Николов
- 4-та рота Подпоручик Константин Кондов
- Младши офицери: Подпоручик Иван Попов – с чети
- Нестроева рота: Христо Коцев
- Завеждащ прехраната: Тодор Станков
- Ковчежник: Иван Попевтимов[2]

## Известни доброволци
- Александър Джиков
- Атанас Богданов
- Иван Златков
- Кольо Гюрков
- Косто Георгиев
- Лука Групчев
- Мирчо Найденов
- Никола Аврамов
- Никола Лимончев
- Никола Сарафов
- Петруш Йовчев
- Секула Алексов
- Тодор Станков
- Христо Коцев
- Христо Матов